# Laurembergia veronicifolia
Laurembergia veronicifolia är en slingeväxtart som beskrevs av Anton Karl Schindler. Laurembergia veronicifolia ingår i släktet Laurembergia och familjen slingeväxter. Inga underarter finns listade i Catalogue of Life.